# Sículos (Transilvania)
Los sículos (en húngaro: székely) son un subgrupo húngaro, que en torno al siglo VIII, ocupó las tierras del sureste de Hungría. Mayoritariamente viven en Transilvania, en el País Sículo (en húngaro: Székelyföld, en rumano: Ținutul Secuiesc). Otros grupos de origen sículo dejaron Transilvania en 1764 después de la “tragedia de Siculeni” y emigraron a Bucovina.

## Origen
El origen de los sículos es muy debatido tanto entre historiadores como entre los propios sículos. Una teoría dice que son descendientes de tribus guerreras que fueron asentadas por los húngaros en Transilvania para proteger las fronteras orientales de los tártaros y demás pueblos agresivos. Teorías alternativas hablan del origen escita, huno, gépido, ávaro, búlgaro y kabaro. Algunos aseveran que los sículos siempre fueron húngaros, y que las diferencias culturales se deben a su relativo aislamiento.
Según Kristó Gyula, los sículos fueron una etnia que vivía junto con los húngaros y los jázaros, y que llegaron junto con los húngaros al territorio rodeado por los montes Cárpatos.

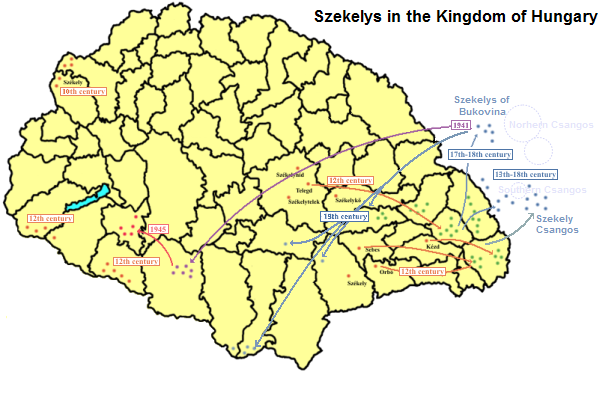
Migraciones sículas en Hungría.

En opinión de Gyula László, los húngaros se asentaron en dos oleadas, y los sículos llegaron con la primera oleada alrededor de 670, antes de la segunda oleada en 895, cuando las tribus húngaras se asentaron definitivamente en la cuenca cárpata.
En el Gesta Hungarorum, un antiguo documento sobre la historia húngara escrito en el siglo XIII, el autor dice que los sículos ya habían estado en la cuenca cárpata cuando llegaron los húngaros, y que aceptaron el dominio húngaro.

## Privilegios históricos

Escudo

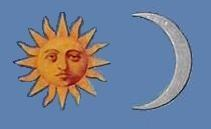
Bandera

Los sículos gozaban de privilegios de nobleza por su función militar, conformando en el reino húngaro la llamada nobleza baja (kisnemesség). Solamente pagaron impuesto al rey en ocasiones relevantes (cuando el rey ocupaba el trono, cuando el rey se casaba, etc.). Si el rey emprendía una campaña en el este, uno de cada dos hombres sículos en edad militar tenía que participar en la campaña. Si, en cambio, la campaña se producía en el oeste del reino, entonces sólo uno de cada diez sículos tenía que participar.
La jerarquía social tenía tres estamentos: los peones, los caballeros y los primores. Como muestran los nombres, el estatus social estaba determinado por su papel militar.
En 1437 se creó la «Unión de las Tres Naciones» (Unio trium nationum) compuesta por la nobleza húngara de Transilvania, los sículos y los sajones de Transilvania.

## La pérdida de los privilegios
Los sículos lograron mantener sus privilegios hasta el siglo XVI, cuando los monarcas del Principado de Transilvania empezaron a mermarlos.
Primero se enfrentaron al príncipe Juan Segismundo de Zápolya, lo que terminó en la sublevación de 1562. Los Báthory también quisieron reducir los privilegios de los sículos, y estos, en consecuencia, se aliaron con Miguel el Valiente, el voivoda rumano de Valaquia, en su ataque a Transilvania en 1599.
Con el transcurso del tiempo, creció el número de los sículos que se dedicaban a la agricultura. El príncipe Gabriel Bethlen puso condiciones más restrictivas que dificultaban que los sículos dejaran la vida militar.
En 1691, el Diploma Leopoldinum (estatuto otorgado por el emperador Habsburgo Leopoldo I, destinado a regular las relaciones de Transilvania con el Imperio Habsburgo) reconocía el derecho de los sículos a no pagar impuestos; pero entre los años 1754 y 1769, a consecuencia de algunas reformas tributarias, perderían ese derecho.
La reina María Teresa reorganizó la defensa de las fronteras, y el reclutamiento violento entre los sículos desembocó en el hecho histórico que se conoce como Siculicidium o matanza de Madéfalva, ciudad que hoy se llama Siculeni, en 1764: el ejército imperial mató varios cientos de sículos porque se habían negado a prestar el servicio militar.
Después de este incidente, muchos sículos se trasladaron a Moldavia, al otro lado de los Cárpatos.

## SiglosXIX-XX

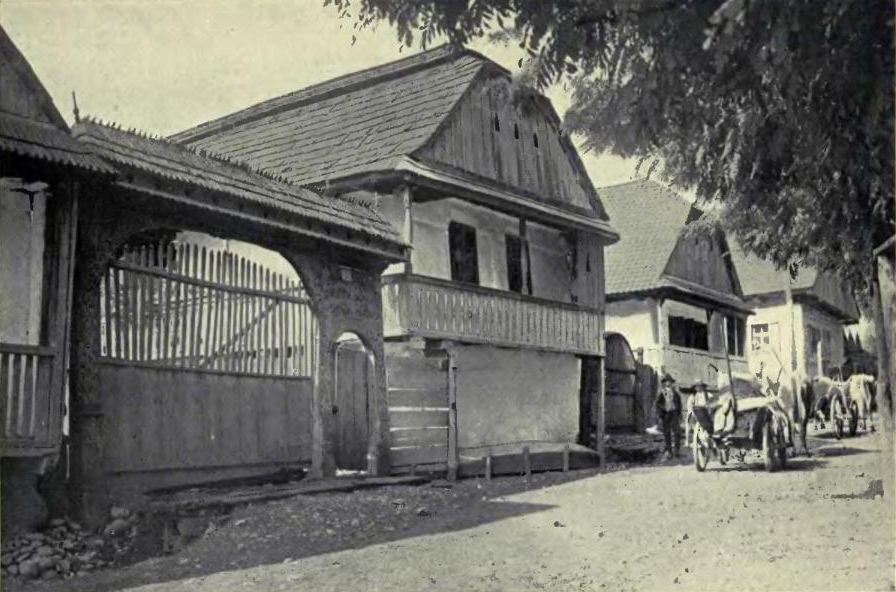
Aldea sícula, principios del.

En la lucha por la libertad de 1848-1849, la mayoría del ejército de Bem estaba compuesto de sículos. El 16 de octubre de 1848, los sículos declararon en la asamblea de Lutita que estaban dispuestos a tomar las armas por la defensa de los hermanos húngaros. Como respuesta, Anton Puchner, el general de los Habsburgo en Transilvania, empezó a atacar al País sículo, y el ejército sículo tuvo que retroceder hasta el Comité de las Tres Sillas. En las batallas destacó Áron Gábor, que empezó a producir cañones, contribuyendo a los éxitos militares que siguieron.
Después de la derrota de la revuelta, el siguiente acontecimiento relevante en la historia sícula es el Compromiso austrohúngaro que integró administrativamente a los sículos en la sociedad húngara moderna. El Tratado de Trianón en 1920 otorgó Transilvania a Rumanía. Desde entonces, con la excepción del período 1940-1944, los sículos se convirtieron en ciudadanos rumanos, pero lograron mantener su identidad húngara.

## Población
La mayoría de los sículos vive en los distritos rumanos de Harghita, Covasna y Mureş. En estos distritos el porcentaje de los húngaros es de 84 %, 74 % y 39 %, respectivamente. Se estima que en el mundo entero viven alrededor de 850 000 sículos.

## Galería

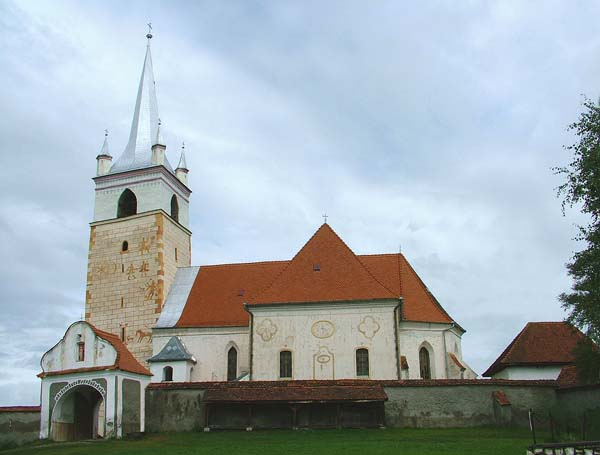
Iglesia fortificada de Racu en el distrito de Harghita.
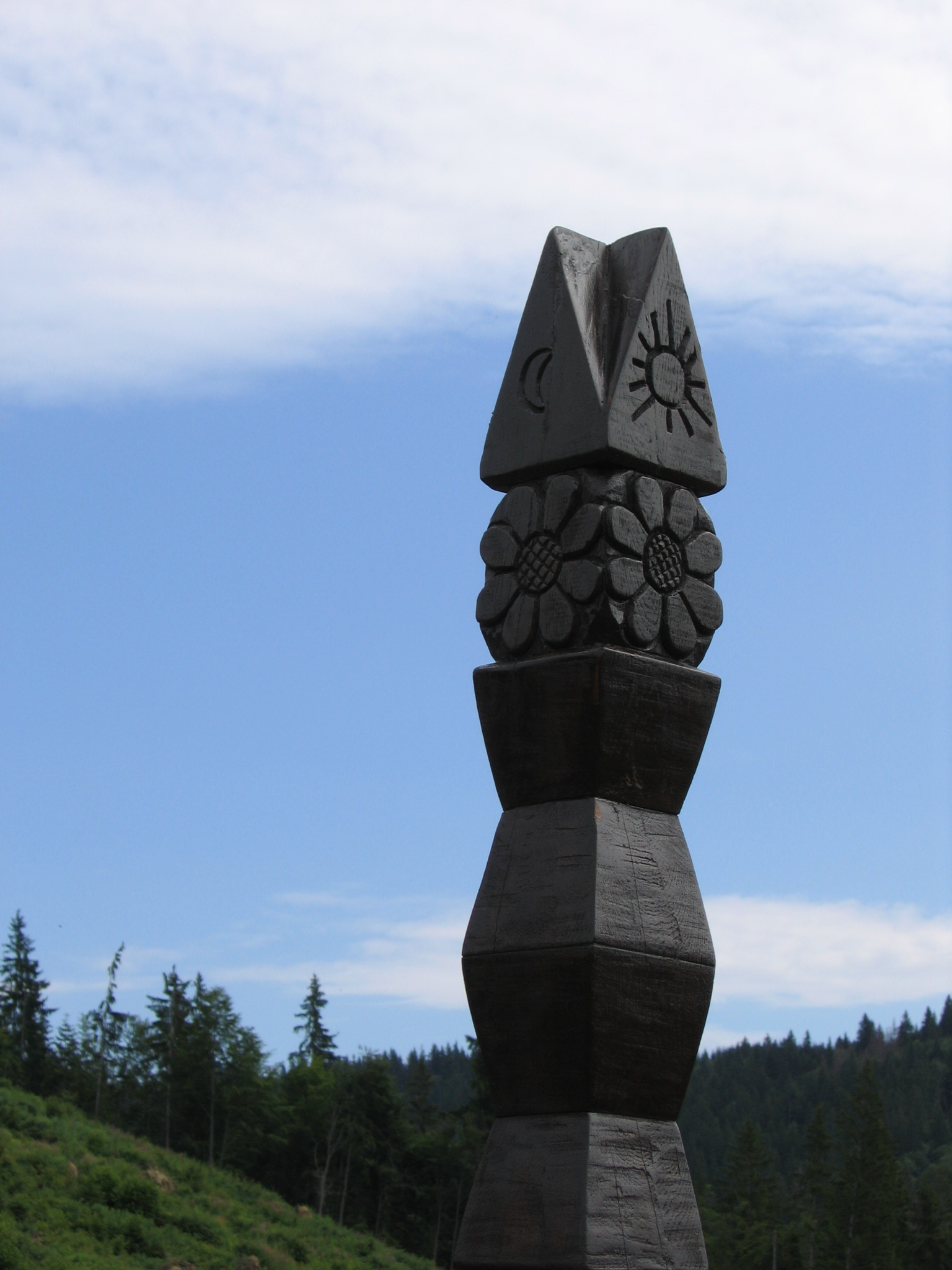
Pilar de los héroes.
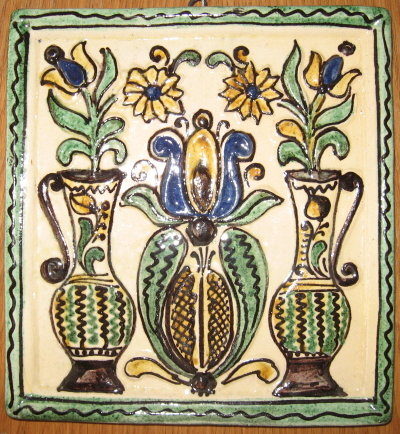
Cerámica de Corund (en húngaro, Korond), provincia de Harghita.
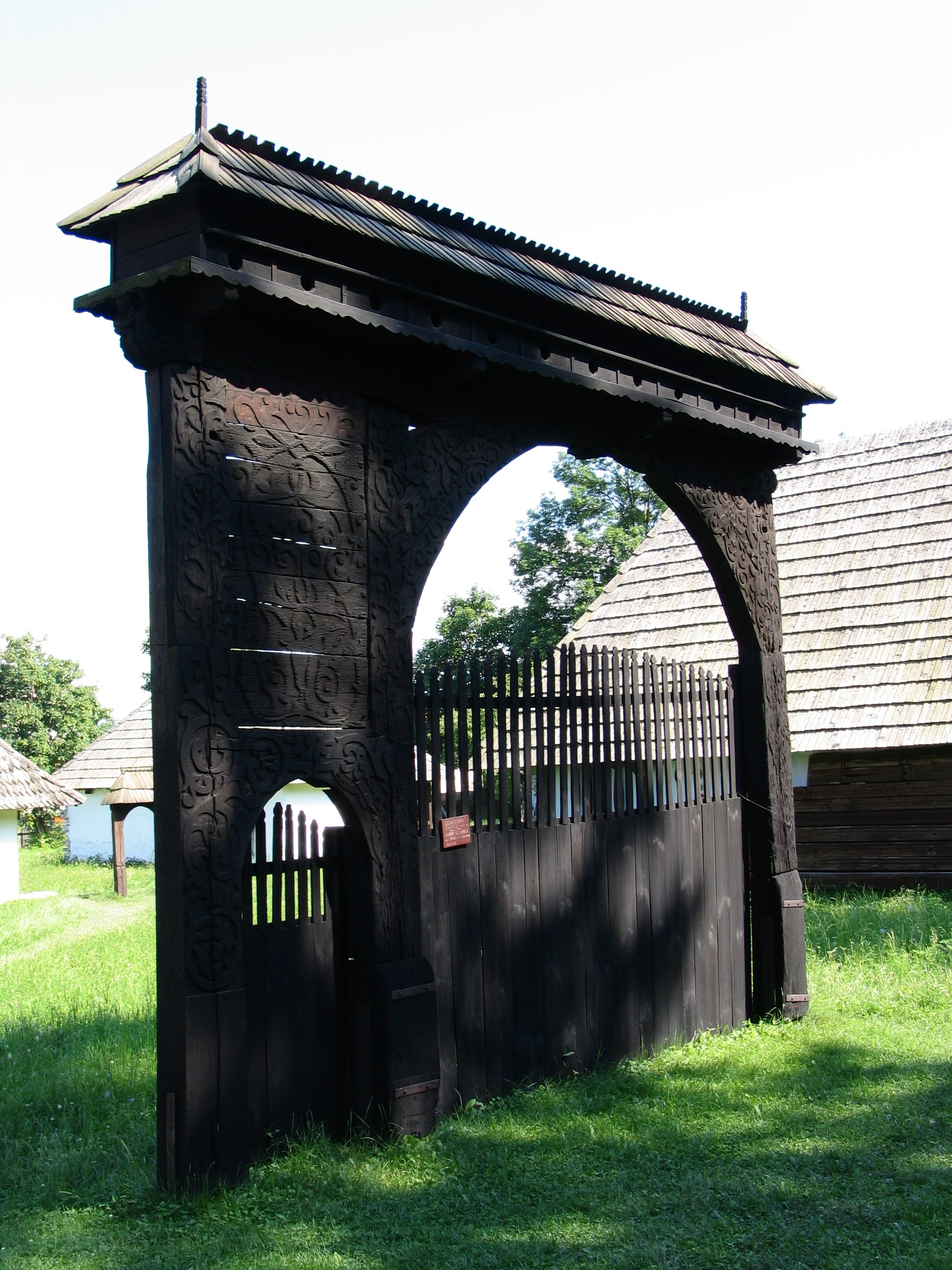
Portal sículo.
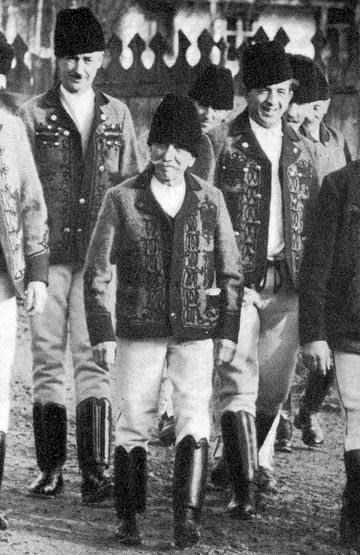
Vestimenta tradicional. Foto de los años 70.
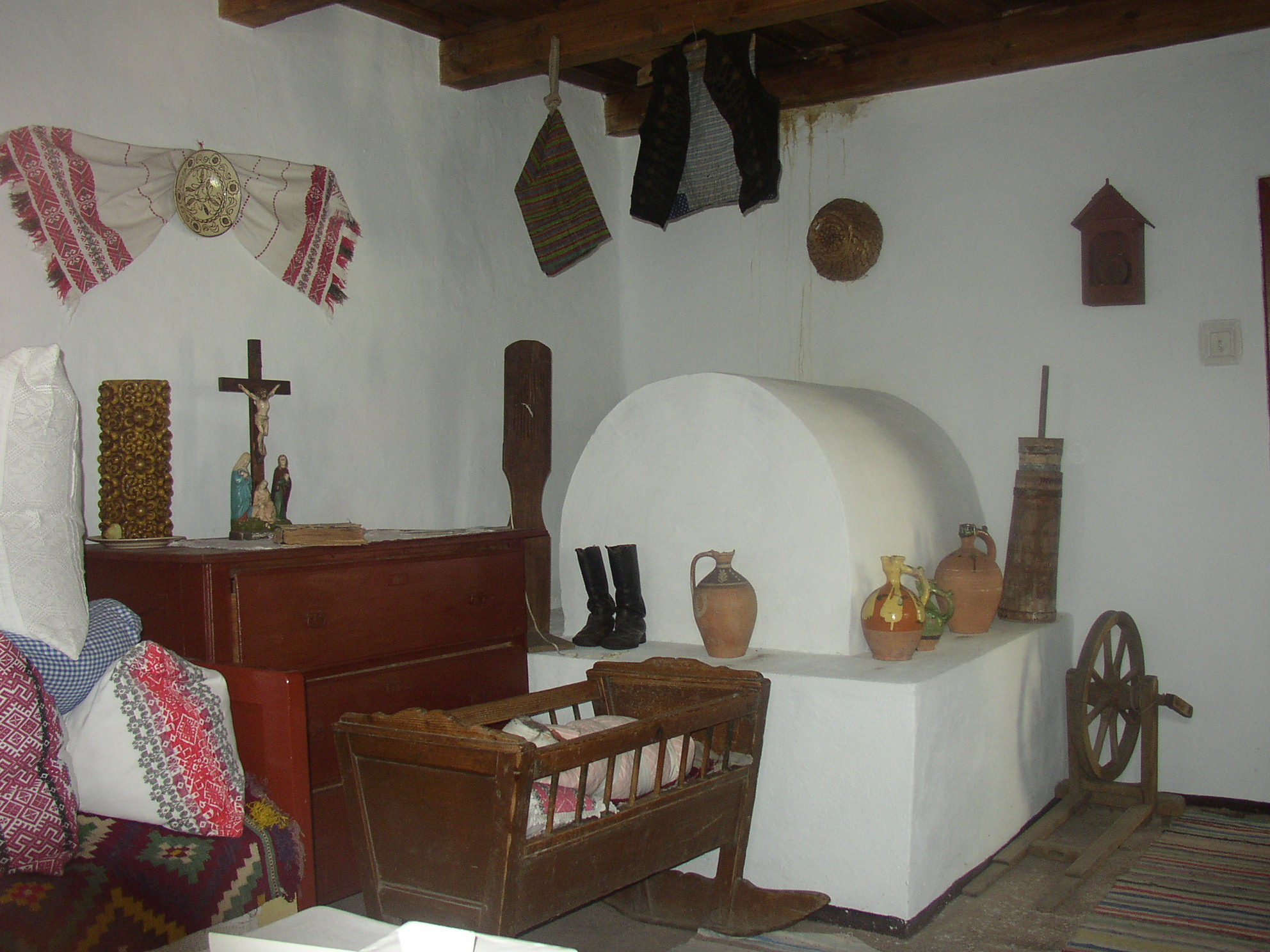
Interior de una vivienda tradicional.
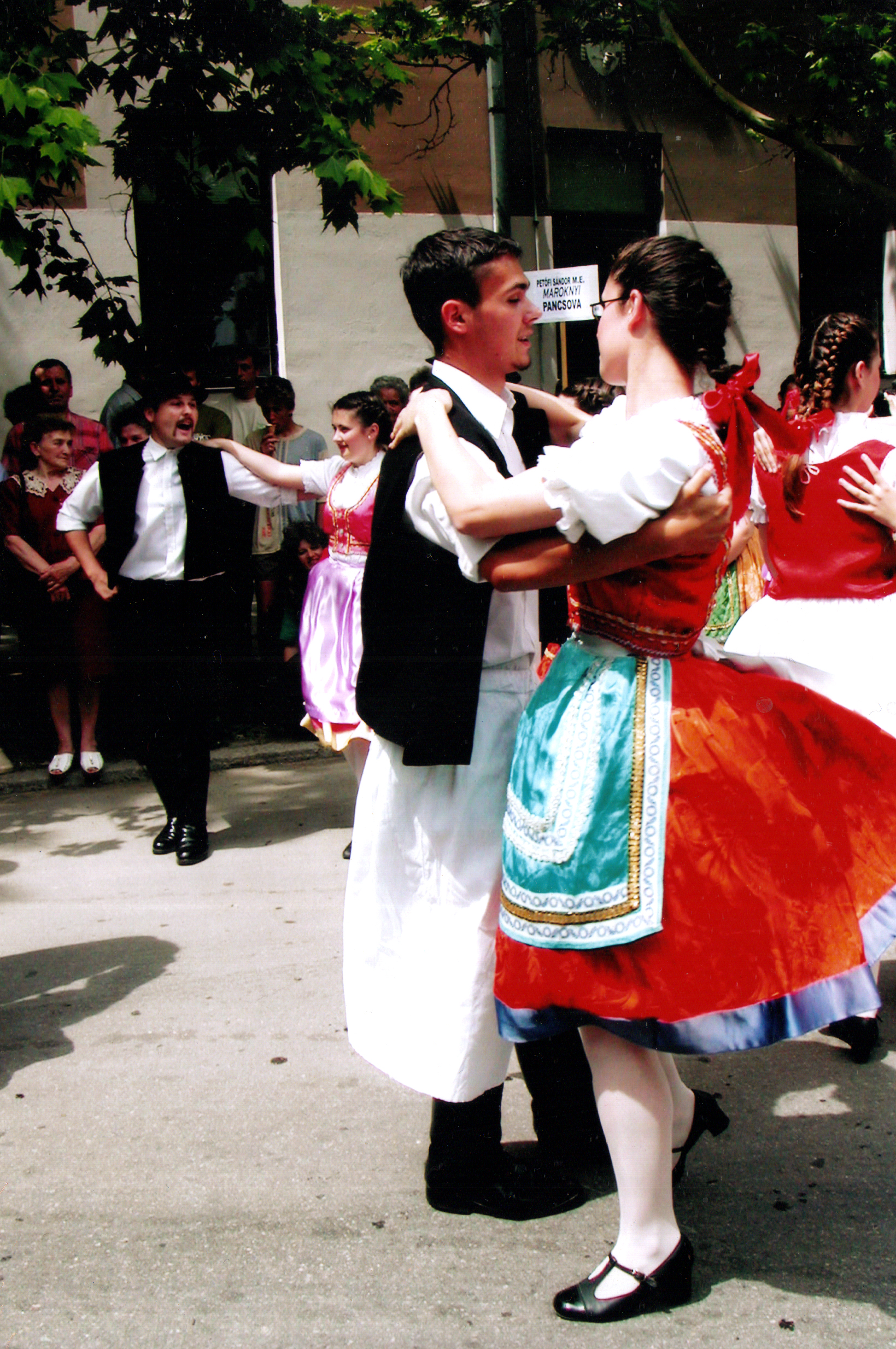
Chardas con trajes típicos.